# Hofmonostomum himantopodis
Hofmonostomum himantopodis är en plattmaskart. Hofmonostomum himantopodis ingår i släktet Hofmonostomum och familjen Notocotylidae. Inga underarter finns listade i Catalogue of Life.